# Красноставська сільська рада (Чемеровецький район)
Красноста́вська сільська́ ра́да — колишня адміністративно-територіальна одиниця та орган місцевого самоврядування в Чемеровецькому районі Хмельницької області. Адміністративний центр — село Красноставці.

## Загальні відомості
- Територія ради: 2,66 км²
- Населення ради: 1 149 осіб (станом на 2001 рік)
- Територією ради протікає річка Жванчик

## Населені пункти
Сільській раді були підпорядковані населені пункти:
- с. Красноставці

## Склад ради
Рада складалася з 16 депутатів та голови.
- Голова ради: Петрашенко Василь Петрович
- Секретар ради: Томін Олена Миколаївна

### Керівний склад попередніх скликань
| Прізвище, ім'я, по батькові | Основні відомості                                                 | Дата обрання | Дата звільнення |
| --------------------------- | ----------------------------------------------------------------- | ------------ | --------------- |
| Головатюк Анелія Миколаївна | Сільський голова, 1953 року народження, позапартійна              | 26.03.2006   | 31.10.2010      |
| Петрашенко Василь Петрович  | Сільський голова, 1969 року народження, освіта вища, безпартійний | 31.10.2010   |                 |

Примітка: таблиця складена за даними сайту Верховної Ради України

### Депутати
За результатами місцевих виборів 2010 року депутатами ради стали:

#### За суб'єктами висування
| Суб'єкт висування             | Кількість обраних депутатів | %    |
| ----------------------------- | --------------------------- | ---- |
| Самовисування                 | 13                          | 81,3 |
| Народна партія                | 1                           | 6,3  |
| Партія регіонів               | 1                           | 6,3  |
| Політична партія «Фронт Змін» | 1                           | 6,3  |

#### За округами
| № округу                      | Прізвище, ім'я, по батькові    | Дата визнання обраним | Освіта             | Партійна приналежність              | Відомості про обраного депутата                                 |
| ----------------------------- | ------------------------------ | --------------------- | ------------------ | ----------------------------------- | --------------------------------------------------------------- |
| Народна Партія                |                                |                       |                    |                                     |                                                                 |
| 15                            | Богерчук Любов Антонівна       | 04.11.2010            | вища               | позапартійна                        | Красноставська загальноосвітня школа, вчитель початкових класів |
| Партія регіонів               |                                |                       |                    |                                     |                                                                 |
| 11                            | Балацан Аліна Сергіївна        | 29.12.2013            | вища               | член Партії регіонів                | тимчасово не працює                                             |
| Політична партія «Фронт Змін» |                                |                       |                    |                                     |                                                                 |
| 1                             | Головатюк Наталія Славмирівна  | 04.11.2010            | середня спеціальна | член Політичної партії «Фронт Змін» | Дитсадок, вихователь                                            |
| Самовисування                 |                                |                       |                    |                                     |                                                                 |
| 2                             | Бучок Віталій Михайлович       | 04.11.2010            | середня спеціальна | позапартійний                       | ТОВ «Волочиськ-Агро», головний інженер                          |
| 3                             | Головатюк Анелія Миколаївна    | 04.11.2010            | середня спеціальна | позапартійна                        | Красноставська сільська рад, голова                             |
| 4                             | Головатюк Тетяна Броніславівна | 04.11.2010            | середня спеціальна | позапартійна                        | Дитсадок, помічник вихователя                                   |
| 5                             | Чопяк Марія Адамівна           | 04.11.2010            | вища               | позапартійна                        | Красноставська загальноосвітня школа, вчитель                   |
| 6                             | Коваль Ірина Анатоліївна       | 04.11.2010            | вища               | позапартійна                        | Красноставська загальноосвітня школа, вчитель-організатор       |
| 7                             | Головко Анатолій Михайлович    | 04.11.2010            | середня            | позапартійний                       | тимчасово не працює                                             |
| 8                             | Петрошенко Оксана Петрівна     | 04.11.2010            | вища               | позапартійна                        | Красноставська сільська рад, землевпорядник                     |
| 9                             | Боронюк Людмила Анатоліївна    | 04.11.2010            | вища               | позапартійна                        | Красноставська загальноосвітня школа, вчитель початкових класів |
| 10                            | Бучок Людмила Олександрівна    | 04.11.2010            | середня спеціальна | позапартійна                        | Красноставська сільська рад, бухгалтер                          |
| 12                            | Боднарчук Ганна Володимирівна  | 04.11.2010            | середня спеціальна | позапартійна                        | ФГ «Колос-Агро» с. Оринін, бухгалтер                            |
| 13                            | Томін Олена Миколаївна         | 04.11.2010            | середня            | позапартійна                        | Красноставська сільська рад, секретар                           |
| 14                            | Арнаут Вадим Миколайович       | 04.11.2010            | вища               | позапартійний                       | ТОВ «Волочиськ-Агро», агроном                                   |
| 16                            | Гордій Майя Михайлівна         | 04.11.2010            | середня спеціальна | позапартійна                        | ТОВ «Волочиськ-Агро», обліковець                                |